# ベリサリウス

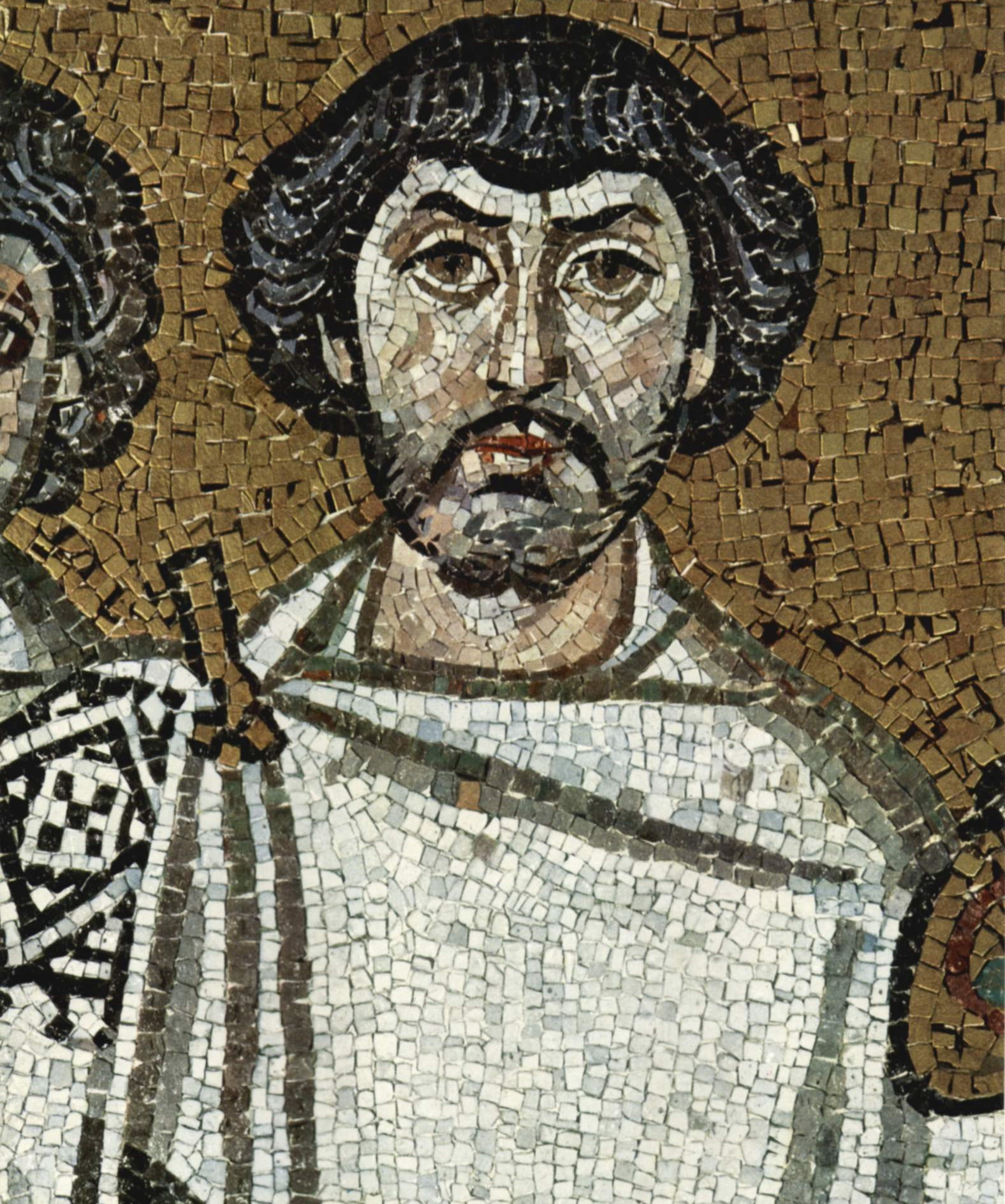
ベリサリウスのモザイク画

フラウィウス・ベリサリウス（ラテン語：Flavius Belisarius、500年/505年 - 565年）は、東ローマ帝国の将軍。その用兵の才のため、歴史家エドワード・ギボンは彼を「大スキピオの再来」と評した。

## 生涯
生地は諸説あるが、現在のバルカン半島東部トラキア地方で、農民出身と考えられている。ユスティヌス1世時代に兵士となり、ユスティヌス1世の甥で次代の皇帝527年のユスティニアヌス1世登位の後に、帝国の軍団司令官の1人となり、対サーサーン朝ペルシア防衛戦に派遣された。緒戦においては敗北するも、少数の兵力でありながら強固な防御陣を構築し、サーサーン朝軍の侵入阻止に成功した。この戦いによって皇帝の目にとまり、首都コンスタンティノポリスの司令官へと栄進する。532年に起こった「ニカの乱」においても暴徒を競技場へと追い込み鎮圧させる事に成功し、ユスティニアヌス廃位の危機を阻止した。
530年、北アフリカのゲルマン人国家、ヴァンダル王国において政変が起こった。東ローマに敵対的なゲリメルが王位につくとユスティニアヌスは征服を決意し、25歳の若きベリサリウスを総司令官に任命した。533年、海からカルタゴに上陸し寡兵ながらも勝利を続け、534年にはゲリメルを捕縛することに成功する。しかし、宮廷などで「謀反」の声が囁かれ始めたため急ぎ帰国し、首都において凱旋式を行う栄誉にあずかった。（ヴァンダル戦争）
534年、イタリア半島を支配していた東ゴート王国で政変が起こると、ユスティニアヌスはこれを口実に侵攻を開始する。535年、ベリサリウスは、わずかな手勢と共に海路を渡りシチリアを制圧する。しかし、東ローマでも旧ヴァンダル王国領において反乱が起こり、これの鎮圧を命じられた。この間、ムンナ率いる軍隊が東ゴート軍に壊滅させられた。
反乱鎮圧後の536年、再びイタリアに進軍。レッジョ、ナポリを制圧し、ローマも征服した。この後東ゴート軍は新しい王を立てて反撃を開始し、ローマを包囲する。ベリサリウスは1年半にわたるローマ包囲戦に勝利したが、フランク族の侵入なども受け、戦線は膠着状態に陥った。これにユスティニアヌスの嫉妬とサーサーン朝（ペルシャ）の侵攻が重なり、540年、イタリアでの指揮権を剥奪された。この直後シリアに派遣され、サーサーン朝の大軍の補給線を遮断することで休戦に持ち込み、再び侵入阻止に成功した。しかし、またも皇帝の嫉妬を招き、すべての財産は没収され幽閉された。

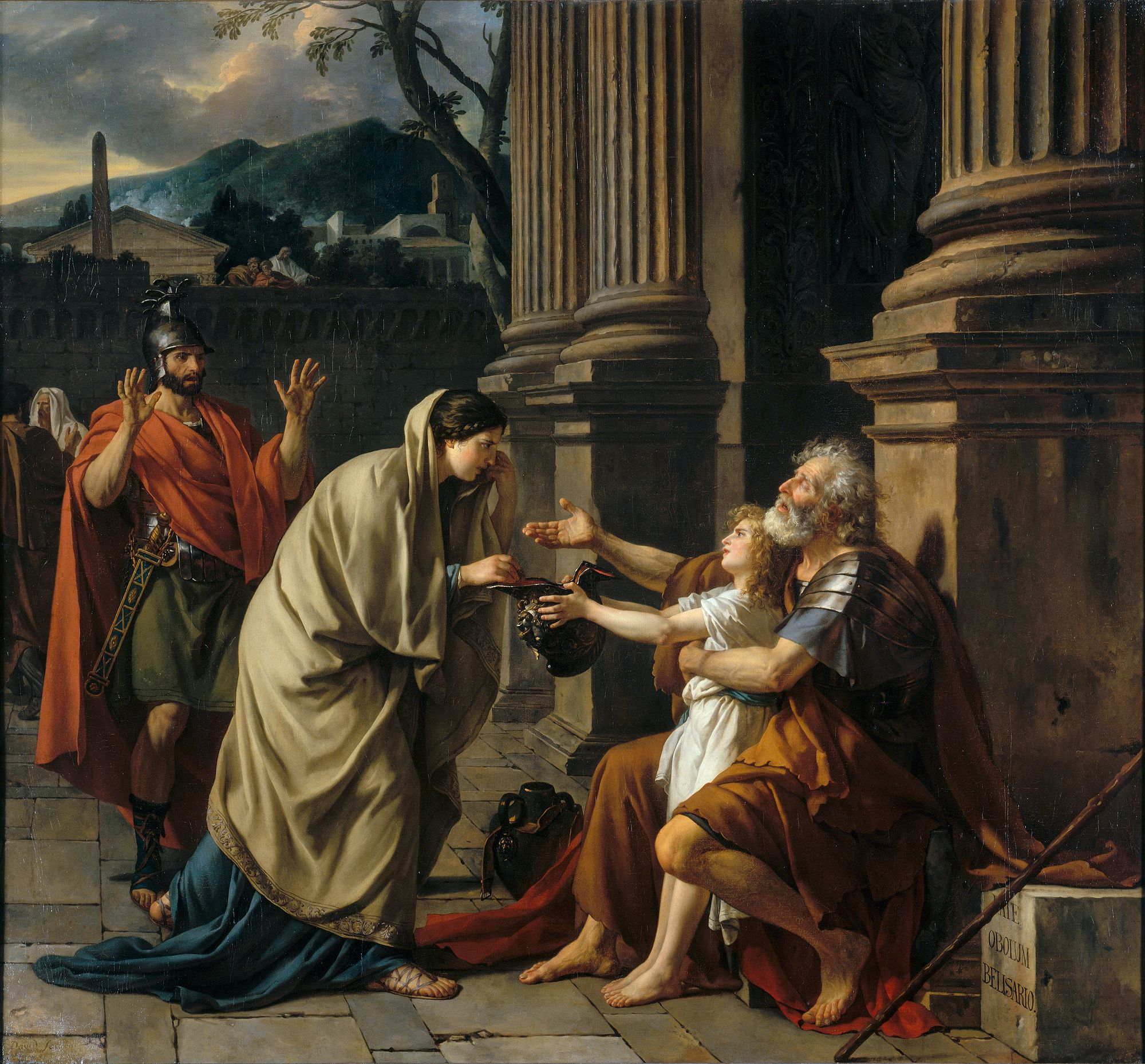
ジャック＝ルイ・ダヴィッドによる『施しを乞うベリサリウス』。出所不明の民間伝説にしたがって、目をくり抜かれた物乞いとして描かれている。

この間に新たに王位についたトティラの下で東ゴート王国の勢力が増し、イタリアにおける東ローマ軍は再び苦況に陥った。544年、ユスティニアヌスは再びベリサリウスを指揮官に任命、トティラによるローマ攻撃を退けた。しかし、548年には解任され、隠棲生活に入った。東ゴート王国は、宦官ナルセスがこの4年後に征服した。
559年、ブルガール人が帝国領内に侵入し、コンスタンティノポリスに接近したため、再び司令官に任命され撃退に成功した。この勝利後、皇帝に謁見した際に無視されたという逸話が残されている。この戦いの後、再び隠棲生活に入った。
晩年は、皇位を巡る陰謀に加担したとしてユスティニアヌスの命令で逮捕されるが、結局、無実と判明し釈放された。憤死したともいわれており、晩年も不遇であった。両眼をえぐりとられたとか、乞食にまで落ちぶれたという伝説もある。また、家庭においても不幸であった。
ベリサリウスの書記官プロコピオスは、ベリサリウスのヴァンダル王国、東ゴート王国征服戦やサーサーン朝ペルシアとの戦いに従って『戦史』を著した。

## 文学・音楽への影響
18世紀フランスの小説家ジャン=フランソワ・マルモンテルが、ベリサリウスの生涯を小説化し、1767年に『ベリゼール』として発表した。この小説は、その後ドニゼッティによって『ベリサリオ』のタイトルでオペラ化された。

### ベリサリウスの登場するボードゲーム
- Belisarius（Strategy & Tactics 210号）：S&T編集長のジョー・ミランダのデザインした2人用ウォーゲーム。

## 引用・注
1. ↑  563年3月13日に没したという異説あり。
2. ↑  「欧人異聞　皇帝に翻弄された猛将ベリサリウス」 樺山紘一　日本経済新聞　2013年1月5日